# 金华镇 (南阳市)
金华乡，是中华人民共和国河南省南阳市宛城区下辖的一个乡镇级行政单位。

## 行政区划
金华乡下辖以下地区：
大徐营村、枣园村、杜母桥村、赵堂村、上楼村、下楼村、尹洼村、杜坡村、罗营村、毛桥村、夏营村、徐堂村、潘营村、张大坑村、曾庄村、郑张营村、杨湾村、来唐营村、邓唐营村、叶营村、东谢营村、西谢营村和邢坡村。